# Lista legendarnych stworzeń Japonii

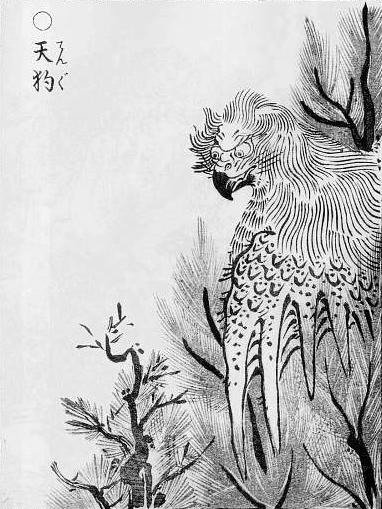
Tengu (jap. 天狗), ilustracja
Sekiena Toriyamy

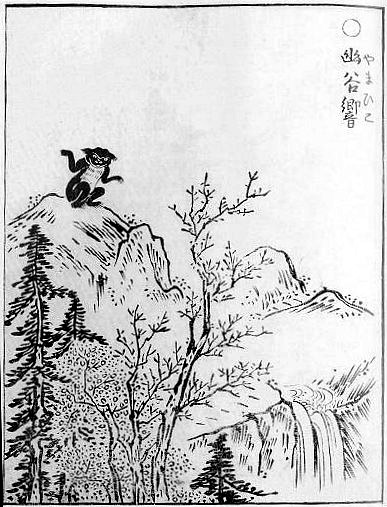
Yamabiko (jap. 幽谷響), ilustracja
Sekiena Toriyamy

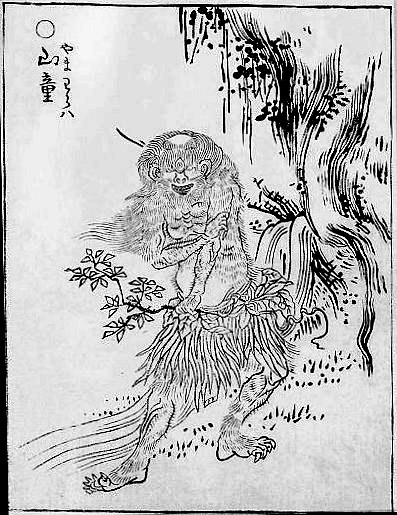
Yamawaro (jap. 山童), ilustracja
Sekiena Toriyamy

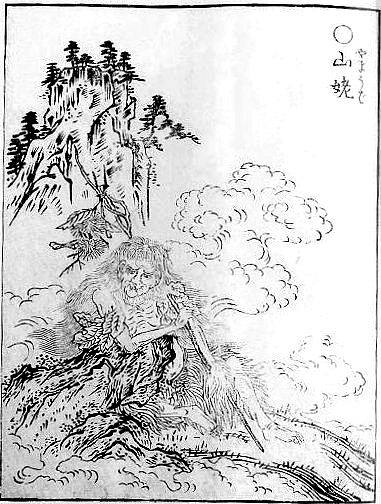
Yamauba (jap. 山姥), ilustracja
Sekiena Toriyamy

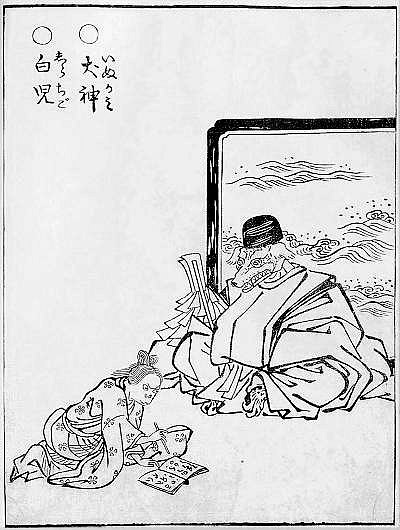
Inugami (jap. 犬神), ilustracja
Sekiena Toriyamy

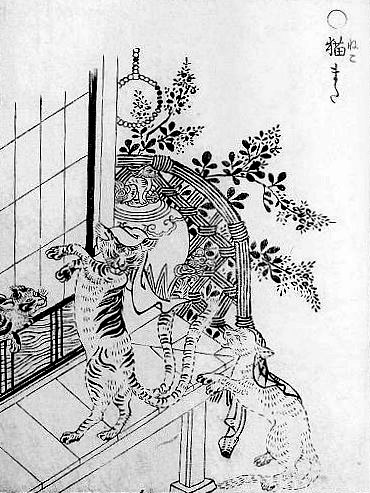
Nekomata (jap. 猫股), ilustracja
Sekiena Toriyamy

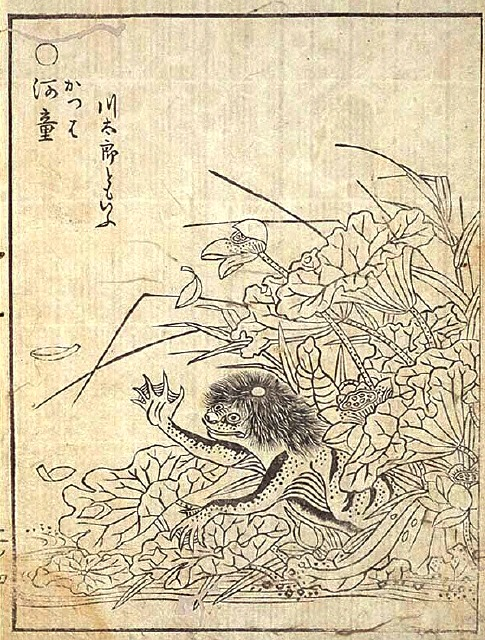
Kappa (jap. 河童), ilustracja
Sekiena Toriyamy

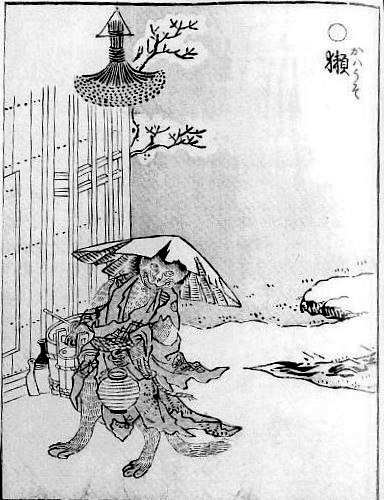
Kawauso (jap. 獺), ilustracja
Sekiena Toriyamy

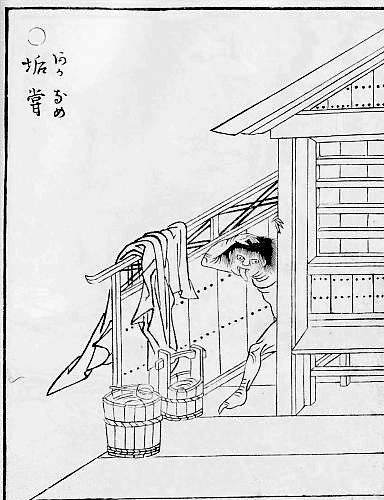
Akaname (jap. 垢嘗), ilustracja
Sekiena Toriyamy

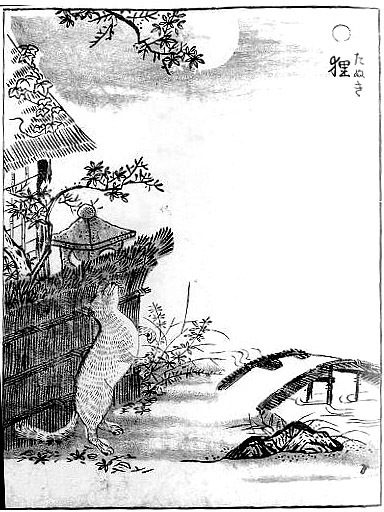
Tanuki (jap. 狸), ilustracja
Sekiena Toriyamy

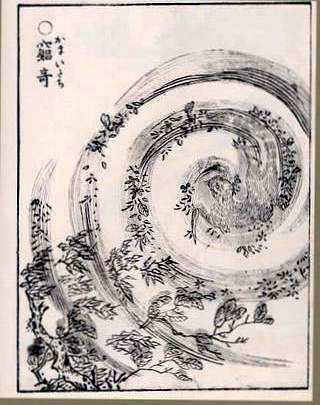
Kamaitachi (jap. 鎌鼬), ilustracja
Sekiena Toriyamy

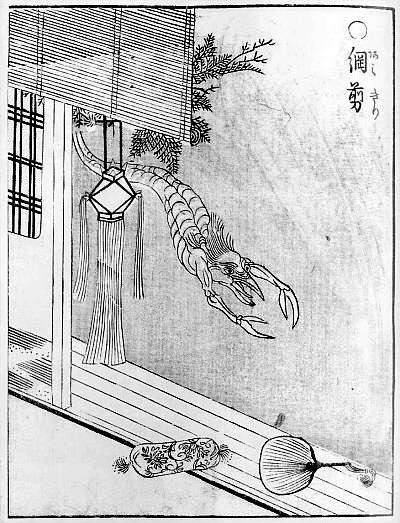
Amikiri (jap. 網剪), ilustracja
Sekiena Toriyamy

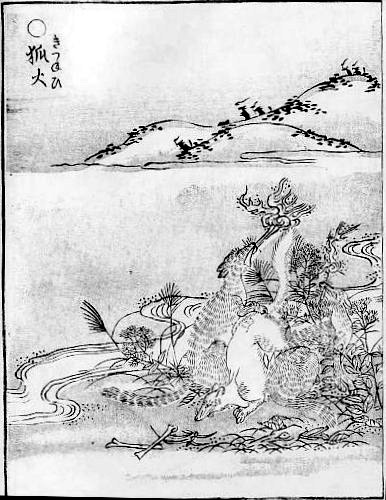
Kitsunebi (jap. 狐火), ilustracja
Sekiena Toriyamy

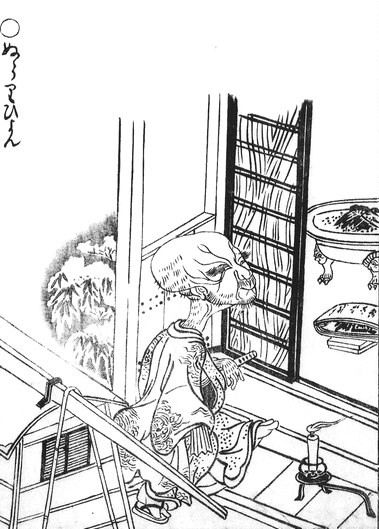
Nurarihyon (jap. ぬらりひょん), ilustracja Sekiena Toriyamy

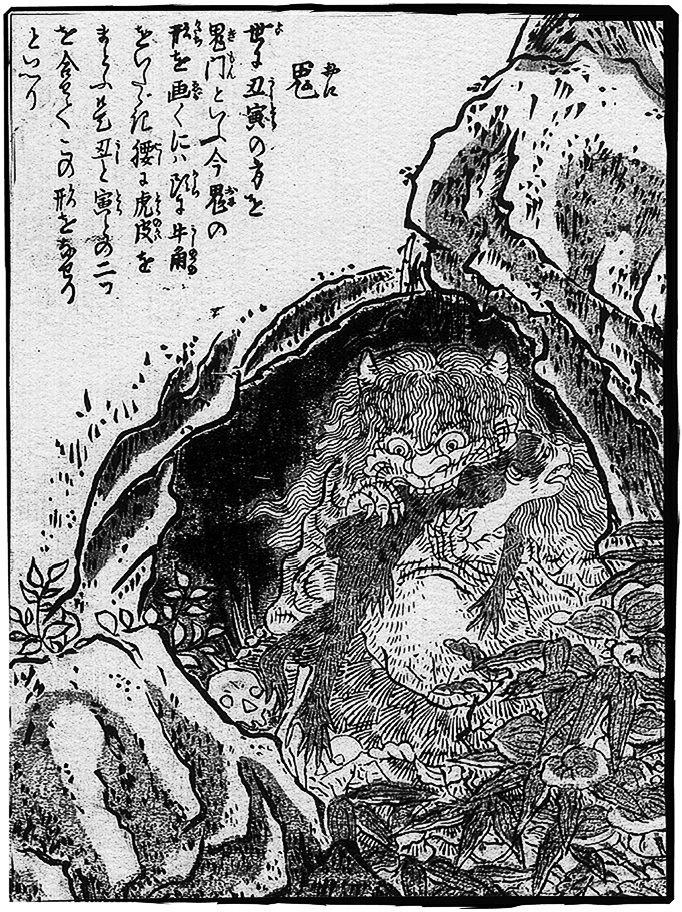
Oni (jap. 鬼), ilustracja
Sekiena Toriyamy

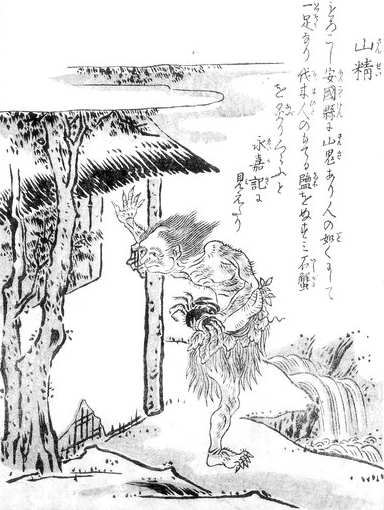
Sansei (jap. 山精), ilustracja
Sekiena Toriyamy

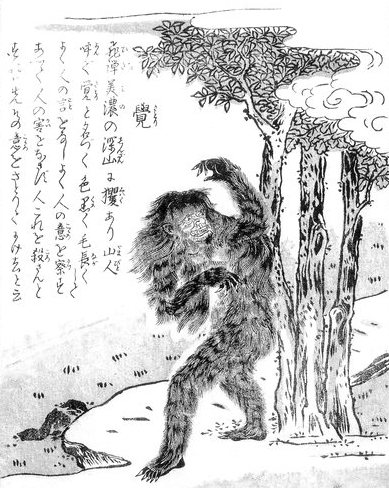
Satori (jap. 覚), ilustracja
Sekiena Toriyamy

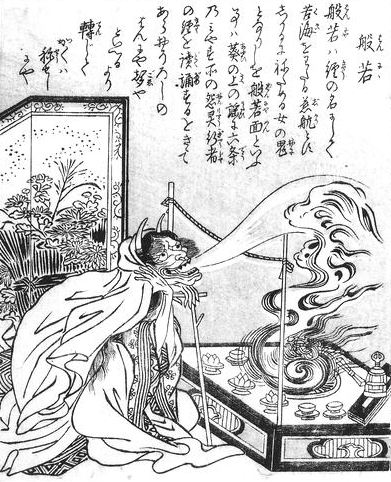
Hanya (jap. 般若), ilustracja
Sekiena Toriyamy

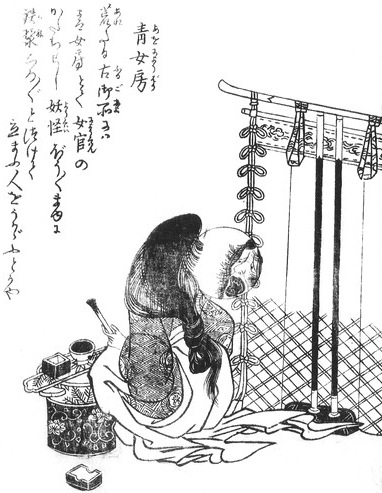
Aonyōbō (jap. 青女房), ilustracja
Sekiena Toriyamy

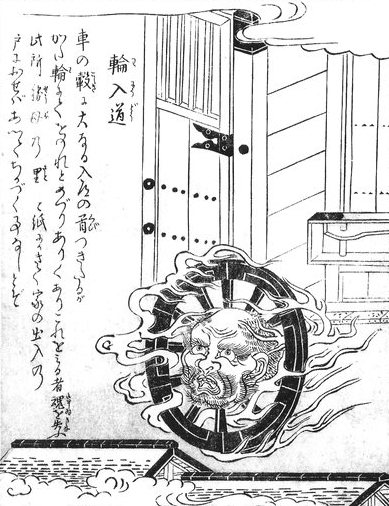
Wa’nyūdō (jap. 輪入道), ilustracja
Sekiena Toriyamy

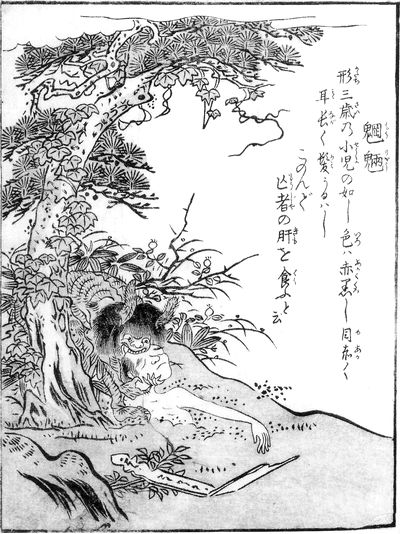
Mōryō (jap. 魍魎), ilustracja
Sekiena Toriyamy

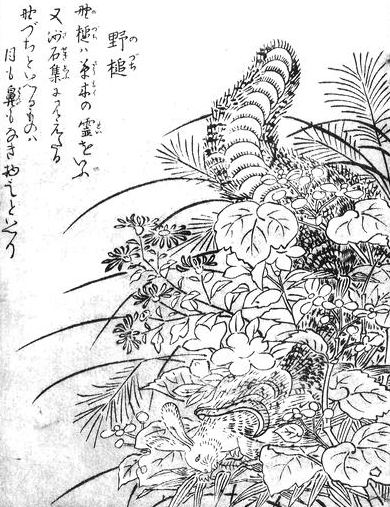
Nozuchi (jap. 野槌), ilustracja
Sekiena Toriyamy

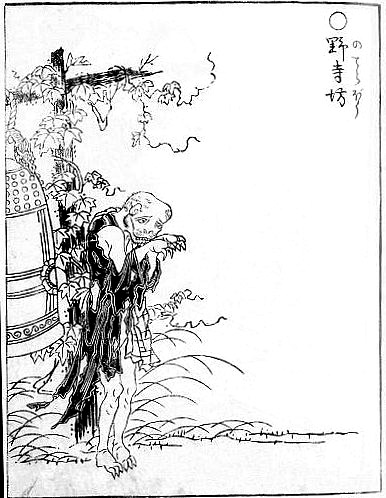
Noderabō (jap. 野寺坊), ilustracja
Sekiena Toriyamy

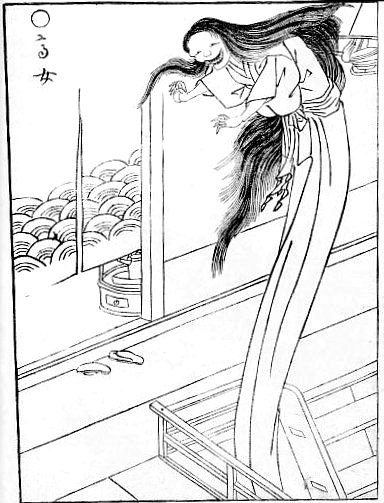
Takaonna (jap. 高女), ilustracja
Sekiena Toriyamy

Poniżej znajduje się lista yōkai, obake, yūrei, onryō oraz innych legendarnych stworzeń z japońskiego folkloru, mitologii, literatury i sztuki.

## A
- Abumi-guchi − futrzasta istota, która powstaje ze starego strzemienia należącego do wojownika-jeźdźca, który zginął na wojnie
- Abura-akago − infantylny duch, który wylizuje olej z lampy
- Abura-bō − ognista zjawa (duch ognia) z prefektury Shiga, która przybiera postać mnicha
- Abura-sumashi − duch człowieka, który kradł olej, żyje na przełęczy górskiej w prefekturze Kumamoto
- Akabeko − czerwona krowa zaangażowana w budowę świątyni Enzō-ji w Yanaizu w IX wieku
- Akamataa − duch węża z Okinawy, skrzyżowanie kobiety i węża
- Akaname − duch, który wylizuje brudne łazienki
- Akanbei − humanoid, któremu wypada jedno oko
- Akashita − stworzenie, które unosi się na czarnej chmurze
- Akateko − czerwona ręka zwisająca z drzewa
- Akki − inna nazwa demonów oni
- Akkorokamui − potwór Ajnów przypominający rybę lub ośmiornicę
- Akuma − zły duch
- Akurojin-no-hi − upiorny ogień z prefektury Mie
- Amaburakosagi − demon dyscyplinujący dzieci z Sikoku
- Amamehagi − demon dyscyplinujący dzieci z regionu Hokuriku
- Amanjaku (Amanojaku) − mały demon, który podżega ludzi do zła
- Amanozako − potworne boginie, o których jest mowa w Sendai Kuji Hongi (Kujiki)
- Amazake-babaa − stara kobieta, która prosi o słodkie sake i przynosi choroby
- Amefurikozō − duch chłopca, który bawi się w deszczu; dziecko deszczu
- Amemasu − potwór Ajnów przypominający rybę lub wieloryba
- Ame-onna − żeński duch deszczu, kobieta przynosząca deszcz
- Amikiri − przecinacz sieci
- Amorōnagu − tennyo (niebiańskie kobiety, dziewice) z wysp Amami
- Anmo − demon dyscyplinujący dzieci z prefektury Iwate
- Ao-andon (ao-andō) − duch niebieskiej, papierowej latarni
- Aota-bō − niebieski mnich, który porywa dzieci
- Ao-nyōbō − duchy kobiet, które mieszkają w opuszczonych domach i rezydencjach
- Aosagi-no-hi − świecący, fosforyzujący ślepowron zwyczajny
- Asobibi − płonąca zjawa z prefektury Kōchi
- Arikura-no-baba − stara kobieta z magiczną mocą
- Ashiarai-yashiki − „dom mycia nóg”; ogromny demon, który nalega, aby umyć mu nogi; wielka, mówiąca, brudna noga wchodząca przez dach
- Ashi-magari − zjawa, która wikła nogi podróżnych
- Ashinaga-tenaga − para postaci, jedna osoba z długimi nogami, a druga z długimi ramionami
- Ato-oi-kozō − niewidzialne duchy, które podążają za ludźmi, mówi się, że są to duchy zmarłych dzieci
- Azuki-arai − duch, który wytwarza dźwięk mytej fasoli azuki
- Azuki-babaa (Azuki-baba, Azukitogi-baba) − czarownica, kuzynka azuki-arai, kobieta myjąca fasolę, która pożera ludzi
- Ayakashi − inna nazwa ikuchi, wielkie potwory morskie, w postaci ryb lub węży
- Ayakashi-no-ayashibi − płonąca zjawa z prefektury Ishikawa

## B
- Betobeto-san − niewidzialny duch, który podąża za ludźmi w nocy, tworząc odgłosy kroków
- Bake-kujira − upiorny szkielet wieloryba, który dryfuje wzdłuż wybrzeża
- Bakeneko − zmiennokształtny kot
- Bakezōri − duch sandałów
- Baku − bestia, która może pochłaniać koszmary
- Basan − duży ziejący ogniem kurczak
- Binbō-gami − duch ubóstwa
- Biwa-bokuboku − duch instrumentu muzycznego o nazwie biwa
- Buruburu − duch tchórzostwa, podąża za ludźmi i wywołuje dreszcze strachu
- Byakko − Biały Tygrys, rządzi zachodnią stroną nieba, jeden z czterech Strażników Nieba (jap. Shishin), pozostali to: Błękitny Smok (jap. Seiryū), Czarny Żółw (jap. Genbu), Szkarłatny Ptak (jap. Suzaku)

## C
- Chōchin-obake − nawiedzona papierowa latarnia
- Chōkō-zetsu − człowiek z dużym językiem wystającym z jego ust

## D
- Daidarabotchi − największy olbrzym, humanoid przypominający mnicha, w folklorze yōkai, odpowiedzialny za tworzenie strasznych, a jednocześnie pięknych ukształtowań terenu, potrafi przenosić góry, w śladach jego stóp powstają doliny i jeziora
- Daitengu − najpotężniejsze z tengu, każdy z nich mieszka w oddzielnych górach
- Datsue-ba (k) i Keneō (m) − para upiornych starców (oni) pilnujących brzegów rzeki Sanzu (odp. rzeki Styks). Dusze zmarłych muszą przejść obok nich, udając się do Meido (buddyjskiego, podziemnego świata zmarłych), Datsue-ba pobiera opłaty i zdziera ubrania
- Dodomeki − przeklęte kobiety o bardzo długich ramionach pokrytych maleńkimi, ptasimi oczami, za życia były dziewczynami ze skłonnością do kradzieży pieniędzy
- Dorotabō − duchy wściekłych starców, którzy ciężko pracowali na swoich polach ryżowych, ale zostały one zaniedbane lub sprzedane przez następców, wychodzą nocą z błota
- Dozaemon − yōkai, który przypomina kappę

## E
- En'enra − potwór stworzony z dymu
- Enkō − kappa z Sikoku i zachodniego Honsiu
- Eritate-goromo − tengu zaklęty w ubraniach Sōjōbō

## F
- Fūjin − bóg wiatru.
- Fukuko − duch lub istota, która przynosi szczęście
- Funayūrei − duchy ludzi zmarłych na morzu
- Futakuchi-onna − kobieta o dwóch parach ust

## G
- Gagoze − demon, który zaatakował młodych kapłanów w świątyni Gangō-ji
- Gaki − głodne duchy z buddyzmu
- Gangi-kozō − wodny potwór jedzący ryby
- Garappa − rodzaj kappy z Kiusiu
- Gashadokuro − gigantyczny szkielet, duch człowieka pogrzebanego żywcem
- Genbu − Czarny Żółw, rządzi północną stroną nieba, jeden z czterech Strażników Nieba (jap. Shishin), pozostali to: Błękitny Smok (jap. Seiryū), Szkarłatny Ptak (jap. Suzaku), Biały Tygrys (jap. Byakko)
- Goryō − mściwe duchy zmarłych
- Gotoku-neko − kot yōkai, który może zionąć ogniem z uciętego bambusa. Jego imię oznacza „Kot pięciu cnót”
- Guhin − inna nazwa tengu
- Gyūki − inna nazwa ushi-oni, demona-wołu

## H
- Hainu (Ha-inu) − okrutny skrzydlaty pies, poskromiony może być lojalny
- Hakutaku − chińs. Baí Zé (dosł. 'białe błoto'), bestia z Chin, rozumie mowę ludzką, ma ciało białego wołu z głową lwa i dziewięciorgiem oczu
- Hakuzōsu − lis udający mnicha
- Hannya − kobieta-demon, oszalała z zazdrości; hannyamen – maska używana w teatrze nō (noh), reprezentująca demona zazdrosnej kobiety
- Hari-onago − kobieta potwór z zabójczymi kolczastymi włosami
- Hayatarō − pies, który zabił sarugami
- Heike-gani − kraby z twarzą wojowników poległych w bitwie w zatoce Dan-no-ura
- Hibagon − japońska „wielka stopa” lub Yeti
- Hideri-gami − bóg suszy, jednooki włochaty humanoid
- Hihi − duża bestia podobna do małpy, żyje w górach, ma długie czarne włosy i szeroki pysk; według legend małpa osiągająca bardzo stary wiek, zmienia się w hihi
- Hinoenma − japoński sukkub
- Hitodama − duch kula ognia, który pojawia się, gdy ktoś umiera
- Hitotsume-kozō − jednooki chłopiec
- Hoji − duch Tamamo-no-Mae
- Hōkō − duch natury, który zamieszkuje 1000-letnie drzewa, przypomina wyglądem czarnego psa bez ogona, o ludzkiej twarzy
- Hone-onna − kobieta-szkielet
- Hōō − ptak z chińskiej mitologii, (chiń. Fenghuang, chiński feniks)
- Hotoke − duch zmarłej osoby
- Hyakki-yakō − nocna parada demonów
- Hyakume − stuoki, kreatura o postaci zbliżonej do człowieka, pokryta setką oczu
- Hyōsube − krępy, włochaty, dziki humanoid, kuzyn kappy

## I
- Ibaraki-dōji − demon, dziecko cierniowych krzewów, łączony z bramą Rashōmon w Kioto. Gdy brama popadła w ruinę stała się przeklętym miejscem służącym porzucaniu niechcianych dzieci i ofiar zabójstw
- Ichimoku-nyūdō − jednooki kappa z wyspy Sado
- Ikazuchi-no-Kami (Raijin) − bóg błyskawic
- Ikiryō − żyjące duchy, dusze ludzi, które chwilowo opuściły swoje ciała, pojawiają się czasem w formie upiornej, półprzezroczystej lub jako ludzie
- Ikuchi (ayakashi) − kolosalne morskie potwory, które pojawiają się u wybrzeży Japonii
- Inugami − psi duch, psie bóstwo, może być przyjazne lub mściwe
- Ippon-datara − jednonogi duch gór
- Isonade − ogromny potwór morski z ogonem pokrytym kolcami, podobny do rekina
- Itsumaden (lub Itsumade, dosł. 'do kiedy'?) − monstrualne ptaki o twarzy człowieka, ze szpiczastym dziobem, ciałem węża ze skrzydłami i ogromnymi pazurami
- Ittan-momen − tkanina-potwór, która próbuje dusić ludzi, owijając się wokół ich twarzy i szyi
- Iwana-bōzu − pstrąg, który objawiał się jako buddyjski mnich

## J
- Jakotsu-babā − przerażająca stara wiedźma, szamanka z mocą kontrolowania węży
- Jatai − obi (pas kimona), który zamienia się w nocy w węża
- Jibakurei − duch związany z określonym miejscem, nie zgadza się ze swoją śmiercią lub nie zdaje sobie sprawy z tego, że umarł; duch, dla którego to miejsce miało szczególne znaczenie
- Jikininki − upiory, które jedzą zwłoki niedawno zmarłych ludzi, mają ostre zęby
- Jinmenju lub Ninmenju − drzewo o owocach z ludzką twarzą lub w postaci ludzkich głów, nieustannie się śmieją, potrafią mówić
- Jinmenken − pies o ludzkiej twarzy pojawiający się w miejskich legendach
- Jishin-namazu − gigantyczne sumy, powodujące trzęsienia ziemi i tsunami
- Jorōgumo − kobieta-pająk
- Jubokko − drzewo, które żywi się krwią ludzi, występuje w miejscach bitew

## K
- Kage-onna − kobieta-cień, cień kobiety ukazujący się na papierowych drzwiach nawiedzonego domu, nocą przy silnym świetle księżyca
- Kahaku − inna nazwa kappy
- Kama-itachi − trio łasic pojawiających się w trąbach powietrznych, aby pociąć swoją ofiarę, pokazują się w górach, mają ostre pazury
- Kamikiri − rodzaj stawonoga, z dziobem jak nożyczki i rękami jak brzytwy, są małe, wchodzą nocą przez otwarte okna i drzwi, nie ostrzegając swoich ofiar, strzygą ich włosy
- Kameosa − opętany, stary dzban (naczynie), zwykle zawierający sake lub wodę, może przybierać cechy ludzkie
- Kanbari-nyūdō − duch łazienkowy, czai się na zewnątrz łazienek lub toalet w noc Nowego Roku, przypomina mnicha, ma ciało pokryte gęstymi włoskami
- Kappa − słynny potwór wodny z głową wypełnioną na czubku wodą, znany z miłości do ogórków
- Karasu-tengu − tengu
- Kasa-obake − duch papierowego parasola o jego kształcie, ma jedną lub dwie nogi, jedno oko
- Kasha − dwunożny kot-demon wielkości człowieka lub większej, zstępuje z nieba i pożera ludzkie zwłoki, często towarzyszą im piekielne płomienie lub błyskawice, pojawiają się podczas deszczowej lub burzowej pogody, najczęściej w nocy
- Kashanbo − kappa, który wspina się na góry w zimę
- Katawa-guruma − udręczona, naga kobieta, jeżdżąca na jednym, płonącym kole wozu, wiecznie cierpiąca i krzycząca z bólu
- Katsura-otoko − nieprawdopodobnie przystojny mężczyzna, który żyje na księżycu, pojawia się w księżycowe noce, jego piękno jest tak urzekające, że ci, którzy na niego patrzą, mają trudności z odwróceniem się, nawet jeśli to naraża ich na niebezpieczeństwo
- Kawa-akago − kuzyn kappy, wygląda jak niemowlak, udaje płacz dziecka, wabiąc ofiary do rzeki i topiąc je
- Kawa-uso − rzeczna wydra, potrafi zmieniać swoją postać, lubi alkohol
- Kawa-zaru − rzeczna małpa, śmierdzący stwór podobny do kappy
- Keneō (m) i Datsue-ba (k) − para upiornych starców (oni) pilnujących brzegów rzeki Sanzu (odp. rzeki Styks). Dusze zmarłych muszą przejść obok nich, udając się do Meido (budyjskiego, podziemnego świat zmarłych), Datsue-ba pobiera opłaty i zdziera z przybywających ubrania
- Kerakera-onna − gigantyczna, przerażająca i chichocząca (kera-kera) kobieta-straszydło pojawiająca się w dzielnicach „czerwonych latarni”, ubrana w przejaskrawione kimono, w wyzywającym, grubym makijażu
- Kesaran-pasaran − włochaty, pokryty białym puchem stworek, przypomina puszystą kulę
- Keukegen − brudne, włochate potworki wielkości małego psa, przebywają w miejscach ciemnych, wilgotnych, często pod deskami podłogi
- Kijimunā − duch-elf wielkości dziecka o gęstych, czerwonych włosach i na czerwono zabarwionej skórze, charakterystyczny dla wysp Riukiu, mieszka na drzewach figowców
- Kijo − obrzydliwe kobiety-demony, kiedyś były ludźmi, ale nienawiść, zazdrość, przekleństwo, niegodziwa zbrodnia zepsuły ich dusze, a ciała przybrały monstrualne formy
- Kirin − chiński Qilin, czasami nazywany „chińskim jednorożcem”
- Kishin − oni, demon-bóstwo
- Kitsune-tsuki − osoby opętane przez lisa, mają często pewne lisie cechy fizyczne, dawniej tak określano osoby chore psychicznie
- Kiyohime (Kiyo) − kobieta, która przekształciła się w węża-demona z powodu nieodwzajemnionej miłości
- Kodama − duchy drzew, utrzymują równowagę natury, rzadko widywane, ale często słyszane jako echo, które trwa nieco dłużej, niż powinno, wyglądają jak słabe kule światła w oddali, ich siła życiowa jest powiązana z drzewem, które zamieszkuje, jeśli jedno umiera, drugie również
- Komainu − para szlachetnych, świętych lwów-psów zazwyczaj pilnujących wejść do chramów shintō (także świątyń buddyjskich, prywatnych domostw), są silne, mają ostre zęby i pazury, niektóre mają na głowie rogi
- Konaki-jijī − duch w postaci małego starca płaczącego jak dziecko, zwabia płaczem, a gdy zostanie podniesiony, zwiększa swoją wagę i zgniata ofiarę na śmierć
- Konoha-tengu − ptak podobny do tengu
- Koropokkuru − miniaturowy człowieczek z folkloru Ajnów
- Kosode-no-te − pojawia się w postaci kimon z krótkimi rękawami, które należały niegdyś do prostytutek, para upiornych dłoni wyłaniających się z rękawów i atakujących ludzi
- Kubi-kajiri − duch starego człowieka, który umarł z głodu, pojawia się w grobie, gdy umiera osoba i zjada jej głowę
- Kuchisake-onna − duch kobiety z rozciętymi ustami, została okaleczona i wraca, aby się mścić, nazwa pochodzi od głębokiej rany
- Kuda-gitsune − mały lis wykorzystywany w czarach
- Kudan − cielę o ludzkiej twarzy, żyje tylko kilka dni, jego narodziny zwiastują ważne wydarzenie
- Kurabokko − duch opiekuńczy składów, magazynów; niski, włochaty
- Kurage-no-hi-no-tama − meduza, która pływa w powietrzu, jak kula ognia
- Kyōkotsu − upiorne duchy-szkielety wychodzące ze studni, powstają z wrzuconych do niej kości mordercy, samobójcy lub osoby, która zmarła po przypadkowym wpadnięciu do studni
- Kyūbi-no-kitsune − lis o dziewięciu ogonach
- Kyūketsuki − japoński wampir

## M
- Maikubi − rodzaj demona (onryō), skłócone głowy trzech martwych łotrów
- Makura-gaeshi − duch w postaci dziecka przebranego za mnicha lub samuraja, który zabiera lub przemieszcza poduszki (jap. makura), czasem śpiących ludzi
- Mekurabe − olbrzymie kopce czaszek wpatrujących się w ludzi, tworzą się z pojedynczych czaszek, które tocząc się ku sobie, łączą się w kopiec w kształcie czaszki, jeśli człowiek wygra współzawodnictwo wzajemnego wpatrywania się, czaszki znikają bez śladu
- Miage-nyūdō − duch, który rośnie dopóki patrzy się na niego
- Mikoshi-nyūdō − inna nazwa miage-nyūdō
- Mizuchi − niebezpieczny, wodny smok
- Mokumokuren − oczy, które pojawiają się na papierowych drzwiach w starych budynkach
- Momonjii − stary człowiek, który czeka na każdym rozwidleniu dróg
- Morinji-no-kama − inna nazwa Bunbuku Chagama
- Mononoke – upiór, zjawa, duch (zob. Księżniczka Mononoke)
- Mōryō − długouchy duch, żywiący się zwłokami
- Mujina − zmiennokształtny tanuki, zwodzi ludzi
- Mukujara − masywna istota bez twarzy pokryta włosami
- Mu-onna − mściwy duch matki, która straciła dziecko
- Myōbu lub byakko (biały lis) − niebiańskie duchy lisów o białym futrze i puszystych ogonach, są świętymi stworzeniami i przynoszą szczęście tym, którzy są wokół nich

## N
- Namahage − demon dyscyplinujący dzieci z półwyspu Oga
- Namazu − gigantyczny sum, który powoduje trzęsienia ziemi
- Nando-baba − duch starej kobiety, który ukrywa się pod podłogą w opuszczonych magazynach
- Narikama − duch czajnika, którego gwizdanie jest dobrym znakiem
- Nebutori − zjawa-choroba, która powoduje, że kobieta staje się niezwykle gruba i ospała
- Nekomata − bakeneko z rozdwojonym ogonem
- Nekomusume − kot w postaci dziewczyny
- Nikusui − potwór, który pojawia się jako młoda kobieta i wysysa energię z ciała ofiary
- Ningyo − japońska „syrena”
- Nobusuma − nadprzyrodzona ściana lub potworne latające wiewiórki
- Noppera-bō − duch bez twarzy
- Notari-bō − bardzo mały yōkai
- Nowake-baba − stare wiedźmy, które mogą atakować silnymi podmuchami wiatru
- Nogitsune − inna nazwa kitsune
- Nozuchi − inna nazwa węża tsuchinoko
- Nue − potwór o głowie małpy, ciele jenota, nogach tygrysa oraz ogonie węża, z którym boryka się cesarz w koszmarach z Heike monogatari
- Nukekubi − potwór, którego głowa odrywa się od ciała, często mylony z rokurokubim
- Numagozen − duch kobiety z jeziora, której mąż zniknął w walce
- Nuppeppo − poruszający się kawałek gnijącego ludzkiego ciała
- Nure-onna − kobieta-wąż, która pojawia się na brzegu
- Nuribotoke − poruszające się sczerniałe zwłoki ze zwisającymi gałkami ocznymi
- Nurikabe − upiorny mur, który łapie podróżnych w nocy
- Nurarihyon − dziwna postać, która niezauważona wkrada się do domów
- Nyoijizai − szkielet, który nie może rozprostować swoich ramion
- Nyūbachibō − duch zaprawy

## O
- Obariyon − zjawa, która jeździ na plecach ofiar, po czym staje się nieznośnie ciężka
- Oboro-guruma − upiorny wół ciągnący wózek z twarzą właściciela
- Ohaguro-bettari − zjawa pozbawiona twarzy z wyjątkiem dużego uśmiechu oraz czarnych zębów
- Oiwa − duch kobiety ze zniekształconą twarzą, która została zamordowana przez męża
- Ōkami − kreatura przypominająca wilka
- Ōkamuro − gigantyczna twarz, która pojawia się w drzwiach
- Okiku − duch kobiety szukającej zaginionego talerza
- Ōkubi − twarz ogromnej kobiety, która pojawia się na niebie
- Okuri-inu − pies lub wilk, który podąża za podróżnymi, podobnie do Czarnego Psa lub Barghesta z angielskiego folkloru
- Okurimono − demon znany z podążania od domu do domu, aby chronić je od zjedzenia lub zjeść je
- Ōmukade − wielkolud jedzący stonogi, który żyje w górach
- Oni − klasyczny japoński demon przypominający ogra
- Onibaba − wiedźma
- Onibi − płonąca zjawa
- Onikuma − potworny niedźwiedź
- Onmoraki − ptak-demon stworzony z duchów niedawno zmarłych ludzi
- Onryō − mściwy duch
- Otoroshi − owłosione stworzenie, które siada przy drzwiach do sanktuariów i świątyń
- O-kubi − Ogromna głowa w chmurach, zazwyczaj oznacza coś okropnego

## R
- Raijin − bóg piorunów
- Raijū − bestia, która spada na ziemię w błyskawicy
- Rokurobei − męski Rokurokubi.
- Rokurokubi − osoba, zazwyczaj kobieta, której szyja może rozciągać się w nieskończoność
- Ryū − smok japoński

## S
- Sakabashira – rozgniewane duchy liści drzew, pojawiają się w domach, w których jakiś filar został postawiony górą w dół – to znaczy w przeciwnym kierunku, w jaki drzewo rosło
- Sagari − głowa konia, która zwisa z drzew na Kiusiu
- Sakura-onna − duch opiekun drzewa wiśniowego
- Sa Gojō − wodny potwór Sha Wujing z Wędrówki na Zachód, często uważany w Japonii za kappe
- Samebito − człowiek-rekin z pałacu Ryūgū-jō
- Sansei − władca górskich zwierząt
- Sarugami − duch małpy, która została pokonana przez psa
- Satori − stworzenie, które może czytać w myślach
- Sazae-oni − muszle ślimaków, które zamieniają się w kobiety
- Seiryū − Błękitny Smok, rządzi wschodnią stroną nieba, jeden z czterech Strażników Nieba (jap. Shishin), pozostali to: Czarny Żółw (jap. Genbu), Szkarłatny Ptak (jap. Suzaku), Biały Tygrys (jap. Byakko)
- Seko − rodzaj kappy, który może być usłyszany w noc poślubną
- Senpoku-Kanpoku − żaba o ludzkiej twarzy, która prowadzi dusze niedawno zmarłych ludzi na cmentarz
- Sesshō-seki − trujące „zabijające kamienie”, w które zmienił się Tamamo-no-Mae
- Setotaishō − wojownik złożony ze zużytych wyrobów ceramicznych
- Shachihoko − ryba o głowie tygrysa, której wizerunek jest często stosowany w architekturze
- Shibaten − rodzaj kappy z Sikoku
- Shikigami − duch wezwany, aby wykonać rozkazy przyzywającego
- Shiki-ōji − inna nazwa shikigami
- Shikome − dzikie kobiety wysłane przez Izanami, aby wyrządzić krzywdę Izanagiemu
- Shin − olbrzymi małż, który tworzy miraże
- Shinigami − „bóg śmierci”, japońska kostucha
- Shirime − demon o wyglądzie człowieka z okiem w miejscu odbytu
- Shiro-bōzu − biały duch bez twarzy
- Shiro-uneri − stare zużyte ściereczki objawiające się jako smok
- Shiryō − duch zmarłej osoby
- Shīsā − wersja shishi z Okinawy, inna nazwa komainu
- Shishi − lew-pies, który strzeże wejścia do świątyni
- Shōjō − rudowłosy duch mórz, który kocha alkohol
- Shōkera − stworzenie, które obserwuje ludzi za pośrednictwem świetlików
- Shōki − legendarny demon Zhong Kui
- Shuba-uba − brat yama-uby
- Shu no Bon − ghul o czerwonej twarzy, który zaskakuje ludzi
- Shuten-dōji − demon, porywacz księżniczek, krwiożerczy oni, „mały pijak”, „dziecko-pijak”, mieszkał na górze Ōe
- Sodehiki-kozō − niewidzialny duch, który ciągnie ofiarę za rękawy
- Sōjōbō − sławny daitengu z góry Kurama
- Sōgenbi − duch mnicha kradnący olej
- Son Gokū − król małp Sun Wukong z Wędrówki na Zachód
- Soragami − demon dyscyplinujący dzieci w postaci tengu
- Soraki-gaeshi − dźwięk ścinanego drzewa mimo iż żadne nie jest ścinane
- Soroban-bōzu − duch z liczydłem
- Sōtan-gitsune − sławny lis z Kioto
- Sunakake-baba − rzucająca piaskiem wiedźma
- Sunekosuri − mały pies lub kot, który ociera się w nocy o nogi ludzi
- Suppon-no-yūrei − duch z twarzą żółwia o miękkiej skorupie
- Suzaku − Szkarłatny Ptak, rządzi południową stroną nieba, jeden z czterech Strażników Nieba (jap. Shishin), pozostali to: Błękitny Smok (jap. Seiryū), Czarny Żółw (jap. Genbu), Biały Tygrys (jap. Byakko)

## T
- Taimatsumaru − tengu w otoczeniu demonów ognia
- Taka-onna − duch, który może rozciągać się, aby zajrzeć na pierwsze piętro budynku
- Tamamo-no-Mae − zły, dziewięcio-ogoniasty lis, który pojawia się jako kurtyzana
- Tankororin lub tantankororin − duch starego drzewa kaki (hurma wschodnia, Diospyros kaki), pozostawionego z niezebranymi owocami, przybiera postać mnicha
- Tantanbō − kamienna głowa ze świecącymi oczami i ustami pełnymi ostrych zębów. Jego ślina może wszystko zmienić w kamień
- Tanuki − zmiennokształtny jenot
- Tatami-tataki − poltergeist, która uderza w maty tatami w nocy
- Teke-Teke − duch kobiety bez dolnej części ciała, porusza się przy pomocy rąk bardzo szybko, tworząc charakterystyczny dźwięk teke-teke
- Tengu − jedne z najpopularniejszych yōkai, czczone także w shintō jako duchy lub bóstwa
- Tenjō-name − duch wysokiego wzrostu o bardzo długim języku liżący brudne sufity wysokich pomieszczeń
- Tennin − niebiańskie istoty, niebiańskie nimfy
- Te-no-me − duch starego ślepca, twarz nie ma oczu, które są na dłoniach, wędruj nocami po polach i cmentarzach
- Tesso − „żelazny szczur”, duch mnicha Raigō, który był opatem świątyni Mii-dera u stóp góry Hiei, zmobilizował rzesze szczurów do zemsty na cesarzu Shirakawa, który złamał obietnicę budowy nowego pawilonu świątyni, przeznaczonego do nauczania nowych mnichów
- Tōfu-kozō − małe duchy o wyglądzie dziecka niosącego na sprzedaż tofu, mają duże głowy i szpony u palców rąk i nóg,
- Toire-no-Hanako-san − duch, który czai się w toaletach w szkole
- Tōtetsu − chiński potwór Taotie
- Tsurara-onna − kobieta sopel
- Tsuchigumo − olbrzymi pająk, który został pokonany przez Raikō Minamoto
- Tsuchikorobi − bęben, który stacza się na podróżnych
- Tsuchinoko − legendarny wąż, uznany za kryptydę
- Tsukumogami − przedmioty, które ożywają po stu latach istnienia
- Tsurube-otoshi − demon ukrywający się na wierzchołku drzewa

## U
- Ubume − duch kobiety, która zmarła przy porodzie
- Uma-no-ashi − noga konia, która wisi na drzewie i kopie przechodniów
- Umi-bōzu − gigantyczny potwór pojawiający się na powierzchni morza
- Umi-nyūdō – inna nazwa Umi-bōzu
- Umi-nyōbō − kobieta-potwór, która kradnie ryby
- Umizatou − niewidomy, który wyszedł z morza i pyta podróżnych o ich najgorsze obawy
- Ungaikyō − potworne lustro, które może wyświetlać różne cuda na swojej powierzchni
- Ushi-oni − potworny wół (wół-demon)
- Uwan − duch nazwany od dźwięku, który wydają zaskoczeniu ludzie

## W
- Wani − potwór morski, żyjący także w innych głębokich zbiornikach wodnych; ma długie, wężowe ciało, płetwy; potrafi zamieniać się w ludzi
- Wa-nyūdō − wielka głowa mężczyzny uwięziona w płonącym kole od wozu, pożera duszę każdego, kto je zobaczy, czasem zjada niemowlęta

## Y
- Yagyō-san − demon, który jeździ nocą na głowie konia
- Yakubyō-gami − duch, który sprowadza nieszczęścia i kataklizmy
- Yadōkai − mnisi, którzy się zgorszyli
- Yama-arashi − jeżozwierz
- Yama-biko − stworzenie tworzące echo
- Yama-bito − dzicy ludzie mieszkający w górach
- Yama-chichi − duch gór przypominający małpę
- Yama-inu − straszny pies górski
- Yama-jijii − humanoid z głową jak głaz, o jednym oku i ciągłym uśmiechu. Często mieszka w lesie, w górach
- Yama-otoko − gigantyczny, górski mężczyzna
- Yama-oroshi − duch tarki do rzodkwi
- Yamata no Orochi − ośmiogłowy stwór zabity przez Susanoo
- Yama-uba − górska wiedźma
- Yama-waro − owłosiony, jednooki duch, czasem uważany za kappę, który udał się w góry w zimę
- Yanari − poltergeist, który powoduje dziwne odgłosy
- Yasha − yaksha, sanskryt yaksa, buddyjskie bóstwa opiekuńcze, czasami przedstawiane jako demoniczni wojownicy, duża grupa duchów natury, zwykle życzliwych, którzy są opiekunami naturalnych bogactw ziemi, występują w hinduizmie, dźinizmie i buddyzmie
- Yatagarasu − trójnożna wrona Amaterasu
- Yato-no-kami − zabójczy wąż bogów
- Yobuko − duch zamieszkujący góry
- Yomotsu-shikome − kobieta podziemi
- Yōsei − japońskie słowo oznaczające „wróżkę”
- Yosuzume − tajemniczy ptak, który śpiewa w nocy, czasami oznacza to, że okuri-inu jest blisko
- Yukinko − śnieżny duch dziecka
- Yuki-onna − kobieta śniegu

## Z
- Zanki − oni piorunów
- Zashiki-warashi − domowe chochliki, pojawiające się pod postacią dziecka
- Zashiki-bokko − inna nazwa Zashiki-warashi
- Zennyo Ryūō − smocza bogini deszczu
- Zunbera-bō − inna nazwa noppera-bō